# Atentado de Parque Central
El 5 de septiembre de 1980, se registró un atentado con coche bomba en el Parque Central, con la intención de disuadir al pueblo guatemalteco de asistir a una manifestación de apoyo al gobierno del general Lucas García que estaba planificada para el domingo 7 de septiembre en el Parque Central. En ese ataque murieron siete personas y decenas más resultaron heridas, mencionando algunas fuentes 30 o hasta 100 heridos causa de la explosión.
En el mismo día se registraron explosiones menores en los edificios de la Torre de Tribunales y de Finanzas Públicas. Ningún grupo se adjudicó el ataque, pero autoridades señalaron al Ejército Guerrillero de los Pobres y del Partido Guatemalteco del Trabajo de ser responsables del atentado.

## Atentado
El atentado fue ejecutado en dos partes: primero, por la noche, la guerrilla depositó una carga explosiva en el tragante ubicado en el Parque Central, en la esquina de la 6a. calle y 6a. avenida de la zona 1, frente a la esquina donde se localizaba el despacho presidencial dentro del Palacio Nacional. Por la mañana, la guerrilla estacionó un vehículo sobre ese tragante, el cual tenía en su interior una carga mucho mayor; a las 9:35 a. m. detonaron la carga explosiva, la cual provocó la mayoría de las fatalidades, dejando gravemente mutilados los cuerpos de varias víctimas, cuyos restos humanos fueron lanzados en un radio mayor a los 70 metros.
A los cinco minutos de haberse producido la explosión se originó el incendio de siete vehículos, expandiéndose y dejando 14 vehículos destruidos y otros 27 con daños. Ningún grupo se adjudicó el coche bomba, pero autoridades señalaron al Ejército Guerrillero de los Pobres y del Partido Guatemalteco del Trabajo de ser responsables del atentado. Según autoridades y medios, el coche bomba tuvo como objetivo disuadir a la población de no participar en una movilización masiva convocada por el gobierno del entonces presidente Lucas García.

### Ataques relacionados
Ese mismo día, se registraron dos explosiones menores en los edificios de la Torre de Tribunales y de Finanzas Públicas, dejando como saldo leves daños materiales.
También cerca del edificio de Prensa Libre también estalló una bomba panfletaría que no dejó daños, en los comunicados señalaba que el estado organizó la marcha anticomunista del día siguiente y que miles de empleados públicos fueron obligados a asistir en contra de su voluntad.
Más tarde por la noche se registraron más explosiones en contra de tres empresas de transportes extraurbanos. Los ataques contra las empresas dejaron como saldo un mecánico muerto, cuatro personas heridas y varios vehículos destruidos.

## Investigación
Según autoridades, el coche tenía en su interior 20 candelas de dinamita, formando un explosivo de aproximadamente 500 libras. A pesar de la gravedad del ataque, no se registraron detenidos en las semanas siguientes, dejando este caso abierto por varias décadas. En septiembre de 2017 se estrenó la película Septiembre, un llanto en silencio, la cual es una historia que transcurre el día en que ocurrieron los atentados.
No fue hasta el 3 de mayo del 2023, cuando Gustavo Meoño Brenner, exguerrillero del EGP y exdirector del Archivo Histórico de la Policía Nacional Civil fue acusado de haber participado en el atentado, ordenando su detención inmediata.